# Савиновка (Акмолинская область)
Савиновка (каз. Савиновка) — упразднённое село в Жаркаинском районе Акмолинской области Казахстана. Входило в состав Тасоткельского сельского округа. С 2005 года входит в территорию села Тасоткель.

## География
Расположен в юго-западной части области, на реке Ишим. Через реку есть брод.
К северу от села находится вершина в 270 метров над уровнем моря.
.
Климат, как и во всем районе, резко континентальный и крайне засушливый. Лето короткое, теплое, зима продолжительная, морозная, с сильными ветрами и метелями.

## История
Прежнее название — Савенковский.
Совместным решением Акмолинского областного маслихата и акимата Акмолинской области от 24 августа 2005 года включено в состав села Тасоткель и исключено из учётных данных в качестве самостоятельного населённого пункта.

## Население
В 1989 году население села составляло 150 человек (из них казахов 46%).
В 1999 году население села составляло 93 человека (49 мужчин и 44 женщины).
| Численность населения | Численность населения |
| 1989                  | 1999                  |
| --------------------- | --------------------- |
| 150                   | ↘93                   |